# Limnephilus centralis
Limnephilus centralis là một loài Trichoptera trong họ Limnephilidae. Chúng phân bố ở miền Cổ bắc.